# 7943-as busz
A 7943-as jelzésű autóbusz helyközi autóbuszjárat volt Pápa és Székesfehérvár között. 
Munkanapokon egy járatpár szállította az utasokat. Menetideje Székesfehérvár felé 1 óra 53 perc, Pápa felé 1 óra 36 perc. Pápa felé azért volt rövidebb a menetidő, mert Várpalotáról indult a járat. 
A 2023. június 17-ei menetrend módosításokkal a Volánbusz Zrt. megszüntette az autóbuszvonalat.

## Megállóhelyei
| 0  | Pápa, autóbusz-állomás végállomás           | 35 | 2, 5, 5T, 13, 14, 16, 17 1229, 1251, 1564, 1620, 1663, 1671, 1711, 1712, 1714, 1717, 1720, 1722, 1723, 1729, 1794, 1848, 1851 7391, 7701, 7754, 7901, 7902, 7904, 7908, 7912, 7914, 7918, 7920, 7922, 7926, 7927, 7928, 7929, 7931, 7932, 7934, 7936, 7939, 7940, 7941, 7942, 7944, 7950, 7952, 7953, 7956, 7958, 7963, 7972, 7974, 7982, 7983, 7986, 7987, 7993 |
| ∫  | Pápa, Kórház                                | 34 | 1, 1A, 1Y, 2, 6A, 6B, 7A, 8A, 8B, 14, 16 1251, 1620, 1711, 1712, 1714, 1717, 1720, 1722, 1723, 1794, 1851 7391, 7701, 7754, 7912, 7914, 7918, 7920, 7922, 7926, 7928, 7931, 7932, 7934, 7936, 7939, 7940, 7941, 7942, 7944, 7950, 7952, 7953, 7956, 7958, 7963, 7972, 7974, 7982, 7983, 7986, 7987, 7993 |
| 1  | Pápa, Budai Nagy Antal utca                 | 33 | 1, 1A, 1Y, 2, 6B, 7A, 8A, 8B, 14, 16 1229, 1251, 1620, 1711, 1712, 1714, 1717, 1729, 1794, 1848, 1851 7391, 7701, 7754, 7912, 7914, 7918, 7920, 7922, 7926, 7927, 7928, 7931, 7932, 7934, 7936, 7939, 7940, 7941, 7942, 7944, 7952 |
| 2  | Pápa, Veszprémi út                          | 32 | 1, 1A, 1Y, 2, 7A, 8A, 8B, 16 1229, 1251, 1564, 1620, 1711, 1712, 1714, 1717, 1722, 1723, 1729, 1794 7391, 7920, 7922, 7926, 7927, 7928, 7931, 7932, 7934, 7936, 7941 |
| 3  | Pápa, Hantai út út                          | ∫  | 1, 8A, 8B, 16 1620, 1711, 1712, 1714, 1717, 1794 7391, 7926, 7927, 7928, 7932, 7934, 7936 |
| 4  | Pápa, pápakovácsi elágazás                  | 31 | 1, 8A, 8B, 16 1229, 1711, 1712, 1714, 1717, 1729 7391, 7926, 7927, 7928, 7932, 7934, 7936, 7941 |
| 5  | Tapolcafő, téglagyár bejárati út            | 30 | 16 1229, 1711, 1712, 1714, 1717, 1729 7391, 7926, 7927, 7928, 7941 |
| 6  | Pápa (Tapolcafő), posta                     | 29 | 16 1229, 1564, 1720, 1722, 1723, 1729 7391, 7926, 7927, 7928, 7941 |
| 7  | Pápa (Tapolcafő), sportpálya                | 28 | 16 1229, 1720, 1722 7391, 7926, 7927, 7928 |
| 8  | Pápa, gannai elágazás                       | 27 | 1720, 1722 7391, 7926, 7927, 7928 |
| 9  | Pápa, Járiföld puszta                       | 26 | 1720, 1722 7391, 7927 |
| 10 | Bakonyjákó, Járiföld puszta                 | 25 | 7391, 7927, 7941 |
| 11 | Bakonyjákó, felső bejárati út               | 24 | 1229, 1720, 1722 7391, 7803, 7927 |
| 12 | Bakonyjákó, autóbusz-váróterem              | 23 | 1229, 1564, 1720, 1722, 1723, 1729 7391, 7927, 7941 |
| 13 | Bakonyjákó, alsó bejárati út                | 22 | 7391, 7803, 7927, 7941 |
| 14 | Farkasgyepű, TBC gyógyintézet               | 21 | 1229, 1564, 1720, 1722, 1723, 1729 7391, 7803, 7927, 7941 |
| 15 | Farkasgyepű, Nimród Étterem                 | 20 | 7391, 7803, 7927, 7941 |
| 16 | Farkasgyepű, posta                          | 19 | 1229, 1564, 1720, 1722, 1723, 1729 7391, 7803, 7927, 7941 |
| 17 | Városlőd, Rudermajor                        | ∫  | 7391, 7803, 7941 |
| 18 | Városlőd, alsó                              | ∫  | 1229, 1722, 1729 7380, 7389, 7391, 7396, 7802, 7941 |
| 19 | Városlőd, autóbusz-váróterem                | 18 | 1720, 1722 7380, 7389, 7391, 7395, 7396, 7397, 7398, 7802, 7803 |
| 20 | Városlőd, forduló                           | 17 | 1720, 1722 7380, 7389, 7391, 7395, 7396, 7397, 7398, 7802, 7803 |
| 19 | Városlőd, autóbusz-váróterem                | 16 | 1720, 1722 7380, 7389, 7391, 7395, 7396, 7397, 7398, 7802, 7803 |
| ∫  | Városlőd, alsó                              | 15 | 1229, 1722, 1729 7380, 7389, 7391, 7396, 7802, 7941 |
| 20 | Szentgál, Gombáspuszta                      | ∫  | 7380, 7389, 7391, 7396, 7397, 7941 |
| 21 | Herend, Majolikagyári elágazás              | ∫  | 7380, 7389, 7391, 7396, 7397, 7941 |
| 22 | Herend, autóbusz-váróterem                  | 14 | 1229, 1564, 1720, 1722, 1723, 1729, 1784 7380, 7382, 7383, 7386, 7387, 7388, 7389, 7391, 7396, 7397, 7398, 7804, 7941 |
| 23 | Herend, lakótelep bejárati út               | 13 | 7380, 7382, 7383, 7386, 7387, 7388, 7391, 7395, 7396, 7397 |
| 24 | Bánd, kultúrház bejárati út                 | 12 | 1722, 1784 7380, 7382, 7383, 7386, 7387, 7388, 7389, 7391, 7396, 7397, 7804, 7941 |
| 25 | Márkó, Kálvária utca                        | 11 | 1722, 1729, 1784 7380, 7381, 7382, 7383, 7386, 7387, 7388, 7389, 7391, 7396, 7397, 7804, 7941 |
| ∫  | Veszprém, Henger utca bejárati út           | 10 | 8, 18, 21 1722, 1784 7380, 7381, 7383, 7386, 7387, 7388, 7389, 7391, 7396, 7397, 7398, 7804 |
| 26 | Veszprém, Házgyár                           | 9  | 3, 18, 21 1722, 1729, 1784 7300, 7301, 7303, 7304, 7306, 7307, 7311, 7314, 7315, 7319, 7380, 7381, 7383, 7386, 7387, 7388, 7389, 7391, 7396, 7397, 7398, 7804, 7941 |
| 27 | Veszprém, Jutasi úti lakótelep              | 8  | 1, 2, 10 1722, 1784 7300, 7301, 7303, 7304, 7306, 7307, 7319, 7322, 7323, 7325, 7335, 7341, 7342, 7344, 7345, 7350, 7360, 7364, 7366, 7370, 7380, 7381, 7383, 7386, 7387, 7388, 7389, 7391, 7396, 7397, 7398, 7804, 7941 |
| 28 | Veszprém, autóbusz-állomás                  | 7  | 1, 2, 3, 4A, 7, 7A, 10, 12, 12A, 13, 22, 23, 47 1189, 1212, 1215, 1216, 1229, 1510, 1513, 1529, 1564, 1592, 1593, 1625, 1631, 1658, 1708, 1720, 1722, 1723, 1728, 1729, 1731, 1732, 1735, 1736, 1740, 1742, 1758, 1784, 1806, 1808, 1823, 1853 5449, 7033, 7300, 7301, 7302, 7303, 7304, 7305, 7306, 7307, 7308, 7309, 7311, 7313, 7314, 7315, 7316, 7317, 7318, 7319, 7320, 7321, 7322, 7323, 7324, 7325, 7326, 7328, 7332, 7333, 7335, 7341, 7342, 7344, 7345, 7346, 7348, 7350, 7352, 7353, 7355, 7358, 7360, 7361, 7363, 7364, 7366, 7367, 7369, 7370, 7376, 7380, 7381, 7383, 7386, 7387, 7388, 7389, 7391, 7396, 7397, 7398, 7804, 7941, 8082 |
| 29 | Veszprém, Viola utca                        | 6  | 22, 23, 25 1212, 1215, 1216, 1229, 1529, 1564, 1592, 1593, 1735, 1740, 1742, 1758, 1808, 1823, 1853 7033, 7300, 7301, 7302, 7303, 7304, 7305, 7306, 7307, 7308, 7309, 7311, 7313, 7314, 7315, 7316, 7317, 7318, 7319, 7320, 7321, 7322, 7323, 7324, 7326, 7398, 7804, 8082 |
| 30 | Öskü, autóbusz-váróterem                    | 5  | 1215, 1529, 1735, 1758, 1808, 1823, 1853 7309, 7311, 7313, 7314, 7315, 7398, 8082 |
| 31 | Várpalota, szerviz                          | 4  | 7311, 7313, 7314, 7315, 7536 |
| 32 | Várpalota, Loncsos lakótelep                | 3  | 7311, 7313, 7314, 7315, 7536 |
| 33 | Várpalota, Rákóczitelep                     | 2  | 7311, 7313, 7314, 7315, 7536 |
| 34 | Várpalota, Szabadság tér                    | 1  | 2, 4, 14 1212, 1215, 1216, 1229, 1529, 1735 7311, 7313, 7314, 7315, 7317, 7501, 7515, 7521, 7528, 7530, 7531, 7532, 7533, 7534, 7536, 7538, 8082 |
| 35 | Várpalota, autóbusz-állomás végállomás      | 0  | 6, 10 1212, 1215, 1216, 1229, 1529, 1735, 1758, 1808, 1823, 1853 7311, 7313, 7314, 7315, 7317, 7398, 7501, 7515, 7521, 7528, 7530, 7531, 7532, 7533, 7534, 7536, 7538, 8082 |
| 36 | Várpalota, Alumíniumkohó bejárati út        | ∫  | 1215, 1216, 1229, 1529, 1735, 1758, 1808, 1823, 1853 7315, 7598, 8082 |
| 37 | Csór, Magyar utca                           | ∫  | 1215, 1529, 1735, 1758, 1808, 1823, 1853 7313, 7315, 7598, 8082 |
| 37 | Székesfehérvár, autóbusz-állomás végállomás | ∫  | 10, 10G, 11, 11A, 11G, 12, 12A, 12Y, 13, 13A, 13G, 13Y, 14, 14G, 15, 15Y, 26, 26A, 26C, 26G, 27, 36, 37, 37A, 38, 40, 41, 42, 43, 44 1173, 1174, 1189, 1204, 1205, 1215, 1507, 1510, 1512, 1529, 1563, 1707, 1735, 1758, 1803, 1808, 1809, 1822, 1823, 1824, 1826, 1840, 1841, 1842, 1843, 1845, 1853 707, 717, 740, 747, 748, 749, 750, 751, 757, 758, 759, 5447, 5552, 7313, 7315, 7398, 8000, 8001, 8010, 8011, 8013, 8030, 8032, 8033, 8034, 8035, 8037, 8039, 8040, 8041, 8046, 8047, 8048, 8049, 8050, 8055, 8060, 8062, 8065, 8066, 8067, 8068, 8069, 8070, 8078, 8082, 8086, 8090, 8092, 8093, 8095, 8096, 8097, 8099, 8624                 |